# Кубок ярмарок 1967/1968
Десятый Кубок ярмарок был разыгран с 1967 по 1968 год. Кубок выиграл «Лидс Юнайтед», обыгравший в финале «Ференцварош». Это был первый Кубок ярмарок, завоёванный английскими клубами, хотя они и участвовали уже в четырёх его финалах.

## Первый раунд
| Команда #1                    | Сумм.  | Команда #2          | 1-й матч | 2-й матч |
| ----------------------------- | ------ | ------------------- | -------- | -------- |
| ДВС                           | 2 — 4  | Данди               | 2 — 1    | 0 — 3    |
| ПАОК                          | 2 — 5  | Льеж                | 0 — 2    | 2 — 3    |
| Айнтрахт (Франкфурт-на-Майне) | 0 — 5  | Ноттингем Форест    | 0 — 1    | 0 — 4    |
| Цюрих                         | 3 — 2  | Барселона           | 3 — 1    | 0 — 1    |
| Брюгге                        | 1 — 2  | Спортинг (Лиссабон) | 0 — 0    | 1 — 2    |
| Ницца                         | 0 — 5  | Фиорентина          | 0 — 1    | 0 — 4    |
| Динамо (Дрезден)              | 2 — 3  | Рейнджерс           | 1 — 1    | 1 — 2    |
| Кёльн                         | 4 — 2  | Славия (Прага)      | 2 — 0    | 2 — 2    |
| Партизан                      | 6 — 2  | Локомотив (Пловдив) | 5 — 1    | 1 — 1    |
| Спора (Люксембург)            | 0 — 16 | Лидс Юнайтед        | 0 — 9    | 0 — 7    |
| Наполи                        | 5 — 1  | Ганновер 96         | 4 — 0    | 1 — 1    |
| Хиберниан                     | 4 — 3  | Порту               | 3 — 0    | 1 — 3    |
| ДОС                           | 4 — 5  | Реал Сарагоса       | 3 — 2    | 1 — 3    |
| Арджеш                        | 3 — 5  | Ференцварош         | 3 — 1    | 0 — 4    |
| Мальмё                        | 1 — 4  | Ливерпуль           | 0 — 2    | 1 — 2    |
| Серветт                       | 2 — 6  | Мюнхен 1860         | 2 — 2    | 0 — 4    |
| Сент-Патрикс Атлетик          | 4 — 9  | Бордо               | 1 — 3    | 3 — 6    |
| Фрем                          | 2 — 4  | Атлетик Бильбао     | 0 — 1    | 2 — 3    |
| Болонья                       | 2 — 0  | Люн                 | 2 — 0    | 0 — 0    |
| Динамо (Загреб)               | 5 — 2  | Петролул            | 5 — 0    | 0 — 2    |
| Войводина                     | 4 — 1  | КУФ (Барриеро)      | 1 — 0    | 3 — 1    |
| Локомотив (Лейпциг)           | 5 — 2  | Линфилд             | 5 — 1    | 0 — 1    |
| Винер Шпорт-Клуб              | 3 — 7  | Атлетико Мадрид     | 2 — 5    | 1 — 2    |
| Антверпен                     | 1 — 2  | Гёзтепе             | 1 — 2    | 0 — 0    |

## Второй раунд
| Команда #1          | Сумм. | Команда #2          | 1-й матч | 2-й матч     |
| ------------------- | ----- | ------------------- | -------- | ------------ |
| Данди               | 7 — 2 | Льеж                | 3 — 1    | 4 — 1        |
| Ноттингем Форест    | 2 — 2 | Цюрих               | 2 — 1    | 0 — 1        |
| Спортинг (Лиссабон) | 3 — 2 | Фиорентина          | 2 — 1    | 1 — 1        |
| Рейнджерс           | 4 — 3 | Кёльн               | 3 — 0    | 1 — 3 (д.в.) |
| Партизан            | 2 — 3 | Лидс Юнайтед        | 1 — 2    | 1 — 1        |
| Наполи              | 4 — 6 | Хиберниан           | 4 — 1    | 0 — 5        |
| Реал Сарагоса       | 2 — 4 | Ференцварош         | 2 — 1    | 0 — 3        |
| Ливерпуль           | 9 — 2 | Мюнхен 1860         | 8 — 0    | 1 — 2        |
| Бордо               | 1 — 4 | Атлетик Бильбао     | 1 — 3    | 0 — 1        |
| Болонья             | 2 — 1 | Динамо (Загреб)     | 0 — 0    | 2 — 1        |
| Войводина           | 2 — 0 | Локомотив (Лейпциг) | 0 — 0    | 2 — 0        |
| Атлетико Мадрид     | 2 — 3 | Гёзтепе             | 2 — 0    | 0 — 3        |

## Третий раунд
| Команда #1   | Сумм. | Команда #2          | 1-й матч | 2-й матч |
| ------------ | ----- | ------------------- | -------- | -------- |
| Цюрих        | 3 — 1 | Спортинг (Лиссабон) | 3 — 0    | 0 — 1    |
| Лидс Юнайтед | 2 — 1 | Хиберниан           | 1 — 0    | 1 — 1    |
| Ференцварош  | 2 — 0 | Ливерпуль           | 1 — 0    | 1 — 0    |
| Войводина    | 2 — 0 | Гёзтепе             | 1 — 0    | 1 — 0    |

 «Данди»,  «Рейнджерс»,  «Атлетик Бильбао» и  «Болонья» автоматически вышли в четвертьфинал.

## Четвертьфиналы
| Команда #1  | Сумм. | Команда #2      | 1-й матч | 2-й матч |
| ----------- | ----- | --------------- | -------- | -------- |
| Данди       | 2 — 0 | Цюрих           | 1 — 0    | 1 — 0    |
| Рейнджерс   | 0 — 2 | Лидс Юнайтед    | 0 — 0    | 0 — 2    |
| Ференцварош | 4 — 2 | Атлетик Бильбао | 2 — 1    | 2 — 1    |
| Болонья     | 2 — 0 | Войводина       | 0 — 0    | 2 — 0    |

## Полуфиналы
| Команда #1  | Сумм. | Команда #2   | 1-й матч | 2-й матч |
| ----------- | ----- | ------------ | -------- | -------- |
| Данди       | 1 — 2 | Лидс Юнайтед | 1 — 1    | 0 — 1    |
| Ференцварош | 5 — 4 | Болонья      | 3 — 2    | 2 — 2    |

## Финал
| 7 августа 1968 | \| Лидс Юнайтед \| 1:0 \| Ференцварош \| \| Джонс 41′ \| Голы \| \| | Элланд Роуд, Лидс Зрителей: 25 000 |
| Лидс Юнайтед   | 1:0                                                                 | Ференцварош                        |
| Джонс 41′      | Голы                                                                |                                    |

| 11 сентября 1968 | \| Ференцварош \| 0:0 \| Лидс Юнайтед \| | Непштадион, Будапешт Зрителей: 76 000 |
| Ференцварош      | 0:0                                      | Лидс Юнайтед                          |